# Évillers
Évillers és un municipi francès situat al departament del Doubs i a la regió de Borgonya - Franc Comtat. L'any 2007 tenia 314 habitants.

## Demografia

### Població
El 2007 la població de fet d'Évillers era de 314 persones. Hi havia 122 famílies de les quals 28 eren unipersonals (28 homes vivint sols), 47 parelles sense fills i 47 parelles amb fills.
La població ha evolucionat segons el següent gràfic:
Habitants censats

### Habitatges
El 2007 hi havia 141 habitatges, 122 eren l'habitatge principal de la família, 11 eren segones residències i 8 estaven desocupats. 125 eren cases i 15 eren apartaments. Dels 122 habitatges principals, 104 estaven ocupats pels seus propietaris, 14 estaven llogats i ocupats pels llogaters i 4 estaven cedits a títol gratuït; 2 tenien una cambra, 3 en tenien dues, 12 en tenien tres, 25 en tenien quatre i 80 en tenien cinc o més. 94 habitatges disposaven pel capbaix d'una plaça de pàrquing. A 52 habitatges hi havia un automòbil i a 64 n'hi havia dos o més.

### Piràmide de població
La piràmide de població per edats i sexe el 2009 era:
| Homes | Edats   | Dones |
| ----- | ------- | ----- |
| 0     | 95 o +  | 0     |
| 0     | 90 a 94 | 4     |
| 0     | 85 a 89 | 4     |
| 4     | 80 a 84 | 4     |
| 0     | 75 a 79 | 4     |
| 4     | 70 a 74 | 4     |
| 8     | 65 a 69 | 4     |
| 8     | 60 a 64 | 4     |
| 8     | 55 a 59 | 4     |
| 8     | 50 a 54 | 12    |
| 16    | 45 a 49 | 4     |
| 8     | 40 a 44 | 12    |
| 12    | 35 a 39 | 8     |
| 12    | 30 a 34 | 8     |
| 4     | 25 a 29 | 12    |
| 8     | 20 a 24 | 0     |
| 8     | 15 a 19 | 8     |
| 16    | 10 a 14 | 12    |
| 8     | 5 a 9   | 20    |
| 4     | 0 a 4   | 8     |

## Economia
El 2007 la població en edat de treballar era de 198 persones, 153 eren actives i 45 eren inactives. De les 153 persones actives 145 estaven ocupades (84 homes i 61 dones) i 8 estaven aturades (2 homes i 6 dones). De les 45 persones inactives 19 estaven jubilades, 11 estaven estudiant i 15 estaven classificades com a «altres inactius».

### Ingressos
El 2009 a Évillers hi havia 121 unitats fiscals que integraven 311 persones, la mediana anual d'ingressos fiscals per persona era de 16.395 €.

### Activitats econòmiques
Dels 10 establiments que hi havia el 2007, 1 era d'una empresa extractiva, 1 d'una empresa alimentària, 3 d'empreses de fabricació d'altres productes industrials, 2 d'empreses de construcció, 1 d'una empresa de comerç i reparació d'automòbils, 1 d'una empresa de transport i 1 d'una empresa de serveis.
Dels 3 establiments de servei als particulars que hi havia el 2009, 2 eren tallers de reparació d'automòbils i de material agrícola i 1 fusteria.
L'any 2000 a Évillers hi havia 16 explotacions agrícoles.

## Equipaments sanitaris i escolars
El 2009 hi havia una escola elemental integrada dins d'un grup escolar amb les comunes properes formant una escola dispersa.

## Poblacions més properes
El següent diagrama mostra les poblacions més properes.